# Željeznice Federacije Bosne i Hercegovine
Željeznice Federacije Bosne i Hercegovine (ŽFBH, Ferrovie della federazione di Bosnia ed Erzegovina) è la compagnia ferroviaria della Federazione di Bosnia ed Erzegovina, in Bosnia.
La rete si estende per 584 km a scartamento ordinario dei quali 259 km elettrificati a 25 kV 50 Hz.

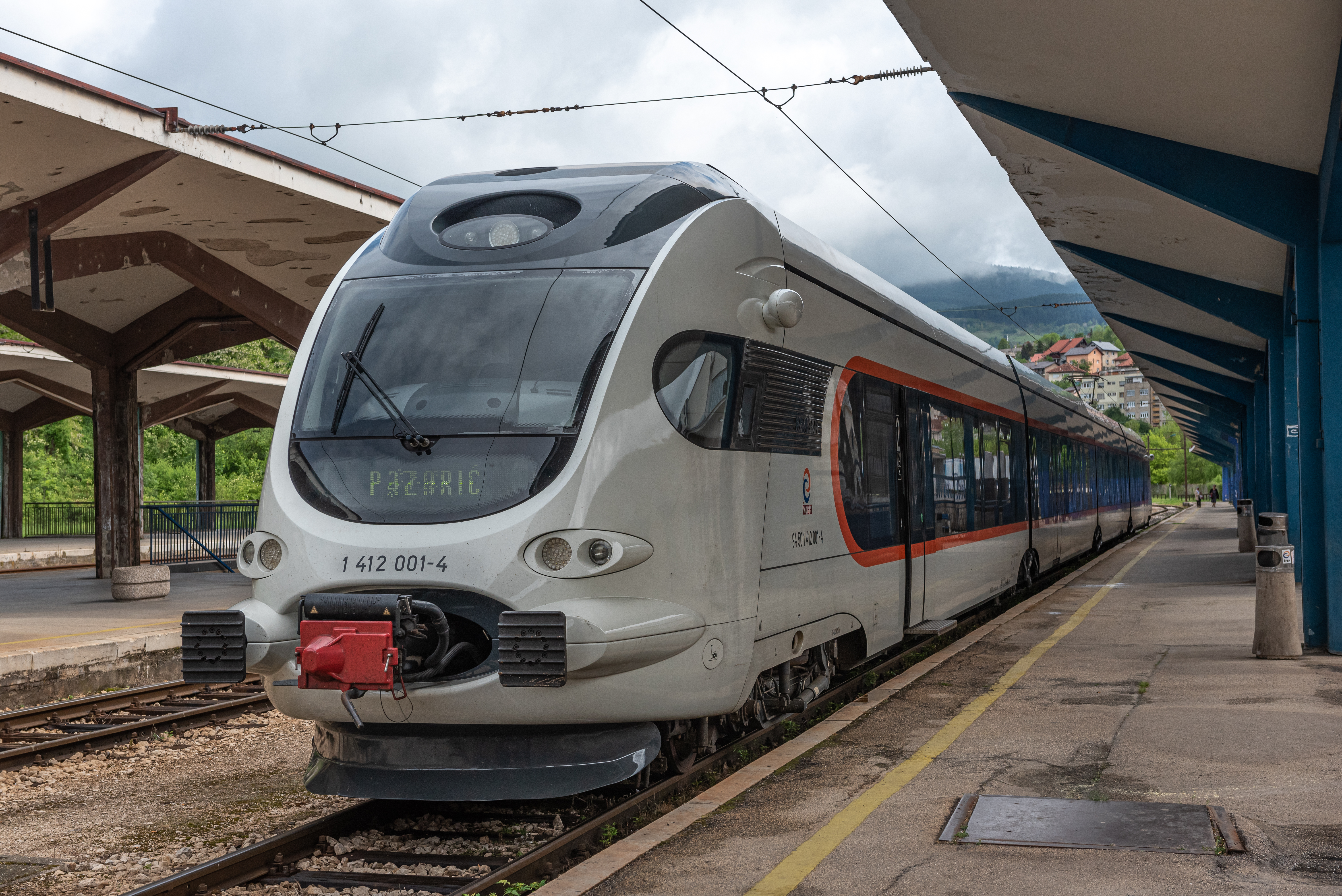
Treno di ŽBH a Sarajevo

Dopo la firma degli accordi di Dayton che hanno posto fine alla guerra civile in Bosnia ed Erzegovina la rete ferroviaria del paese è stata divisa in due compagnie indipendenti per le due entità territoriali che compongono lo stato: Željeznice Federacije Bosne i Hercegovine nella Federazione di Bosnia ed Erzegovina e Željeznice Republice Srpske (ŽRS) nella Repubblica Serba di Bosnia ed Erzegovina. I depositi si trovano a Bihać, Tuzla e Raijlovac vicino a Sarajevo.